# Minervina
Minervina (3. století? – 4. století?) byla první manželkou či jen konkubínou římského císaře Konstantina I. Velikého a matkou jeho nejstaršího syna Crispa.

## Život
Konstantin I. byl v mládí rukojmím na dvoře východořímského císaře Diokleciána v Nikomédii, čímž si zajistil loajalitu jeho otce Constantia Chlora, caesara Západořímské říše.
V roce 307 si chtěl Konstantin upevnit své postavení mezi ostatními tetrarchy a tak se oženil s Faustou, dcerou císaře Maximiana. Toto manželství přimělo moderní historiky k pochybnostem o jeho vztahu k Minervině a Crispovi. Pokud by byla Minervina jeho legitimní manželkou, musel by se Konstantin před svatbou s Faustou podle kánonu 8 Prvního nikajského koncilu rozvést, což by vyžadovalo oficiální písemný souhlas podepsaný jím samotným, ale o žádném takovém souhlasu se zdroje nezmiňují. To vedlo mnoho historiků k závěru, že vztah mezi Konstantinem I. a Minervinou byl neformální, přičemž se domnívají, že byla neoficiální milenkou. Minervina však mohla být v roce 307 již mrtvá a ovdovělý Konstantin by nemusel podstupovat žádný manželský rozvod.
Literární zdroje odkazují na Minervinu jako na konkubínu, ale dochovaný panegyrik uvádí, že Konstantin I. byl ženatý již kolem roku 290. Historici Timothy Barnes a David Woods považují panegyrik za důkaz manželství Minerviny a Konstantina, zatímco Hans Pohlsander se domnívá, že panegryk není zcela pravdivý a Minervina byla pouze císařovou milenkou. Také pozdní antičtí historici prezentují Minervinu jako císařovu konkubínu.
Jaký byl vztah mezi Konstantinem a Minervinou, ani důvod, proč se Crispus dostal pod ochranu svého otce je nejisté. Potomek z nelegitimního vztahu mohl způsobit problémy v dynastii a pravděpodobně by se nedostal pod ochranu císaře, ale Crispus byl vychován svým otcem v Galii. To lze považovat za důkaz láskyplného vztahu mezi Konstantinem a Minervinou, což mohlo být důvodem chránit jejího syna.
Příběh Minerviny je dost podobný příběhu Konstantinovy matky Heleny. Konstantinův otec Constantius Chlorus se s ní musel z politických důvodů rozvést, aby se vzápětí mohl oženit s Flavií Maximianou Theodorou, dcerou Maximiana, čímž si s novým tchánem zajistil spojenectví. I Konstantin se možná rozvedl s Minervinou, aby si zajistil spojenectví se stejným mužem. Constantius Chlorus se syna Konstantina nevzdal, tak se patrně Konstantin rozhodl následovat příkladu svého otce a Crispa neopustil. Přesné důvody tohoto jednání nejsou známé, ale Crispus vyrůstal po boku svého otce. Konstantin dokonce svěřil jeho vzdělání Lactantiovi, jednomu z nejvýznamnějších křesťanských učitelů té doby, který pravděpodobně začal Crispa vyučovat před rokem 317. Přes všechny tyto události byl v roce 326 na Konstantinův rozkaz Crispus odsouzen k smrti.